# Jan Stephan van Calcar

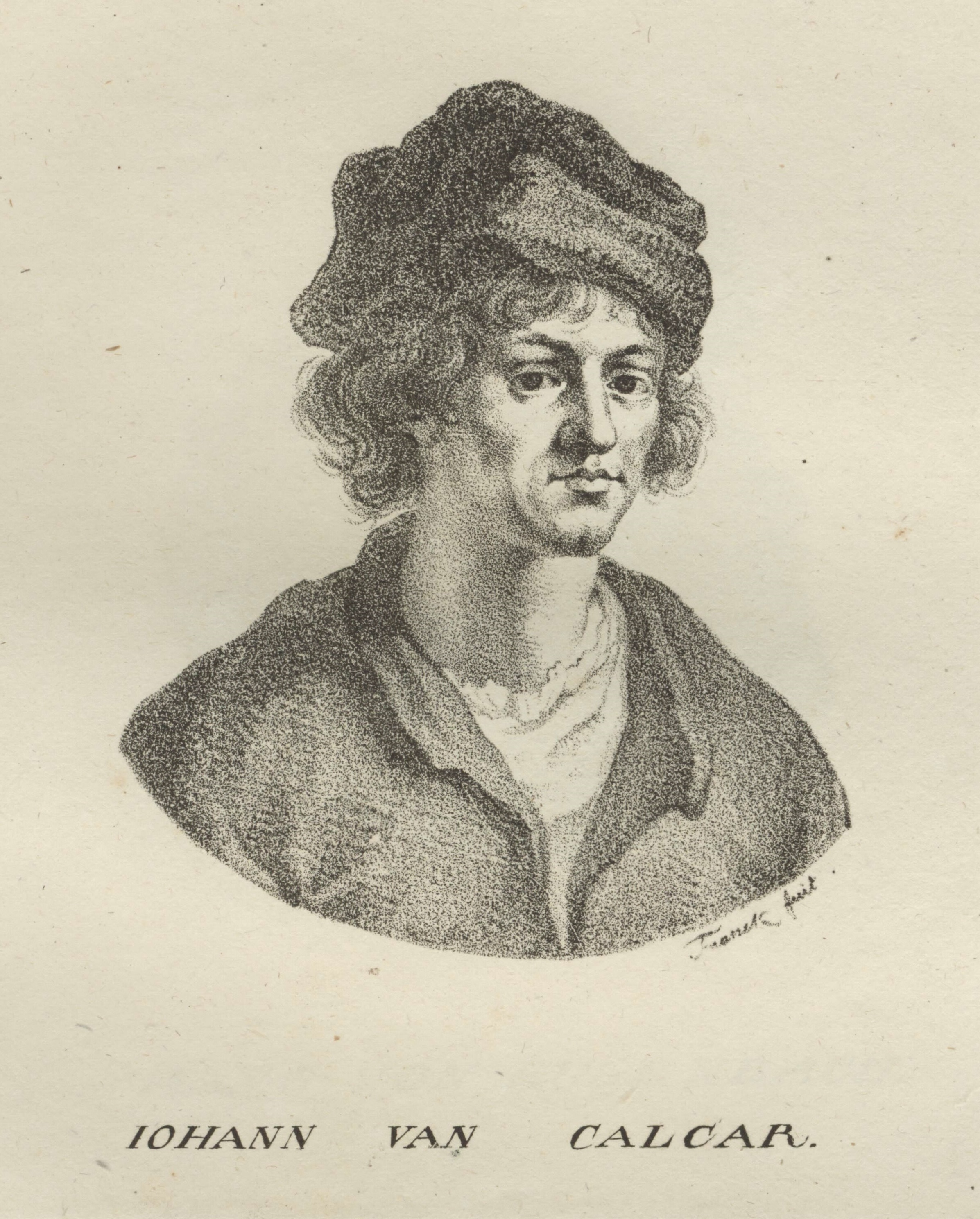
Porträt (Lithografie aus der Künstler-Galerie von Maximilian Franck 1818)

Jan Stephan van Calcar, auch Jan Stephan von Kalkar (* 1499 in Kalkar; † 1546 in Neapel) war ein niederländischer Maler und Graphiker in der Renaissance.

## Leben
Jan Stephan van Calcar (auch Jan Stephan von Kalkar) stammte aus dem oberen Rheintal und soll mit einer jungen Frau um 1536 nach Venedig durchgebrannt sein, wo er ein Schüler Tizians wurde. Jan Stephans Werke ähnelten denen seines Lehrers so sehr, dass sie oft kaum zu unterscheiden waren. Er verbrachte nach 1543 einige Jahre in Neapel, wo er als Porträtmaler arbeitete und auch starb.
Er wirkte bei den Holzschnitten für Andreas Vesalius’ Werk De humanis corporis fabrica mit, ob aber die zwölf darin enthaltenen großen Figuren von Jan Stephan van Calcar stammen, ist umstritten.

## Werke (Auszüge)

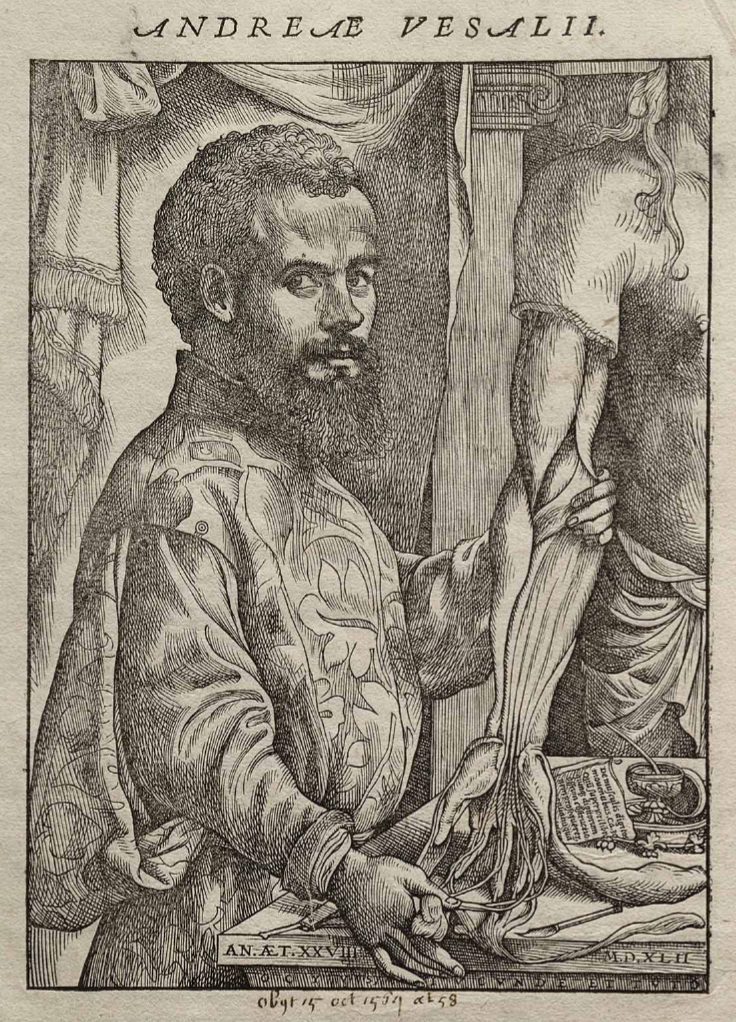
Porträt von Andreas Vesalius aus dem Buch De humanis corporis fabrica
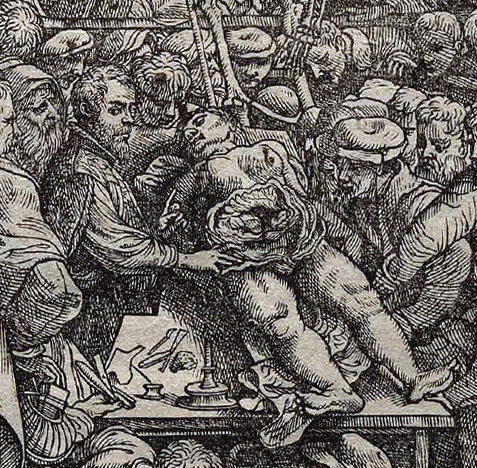
Buchseite aus dem Buch De humanis corporis fabrica
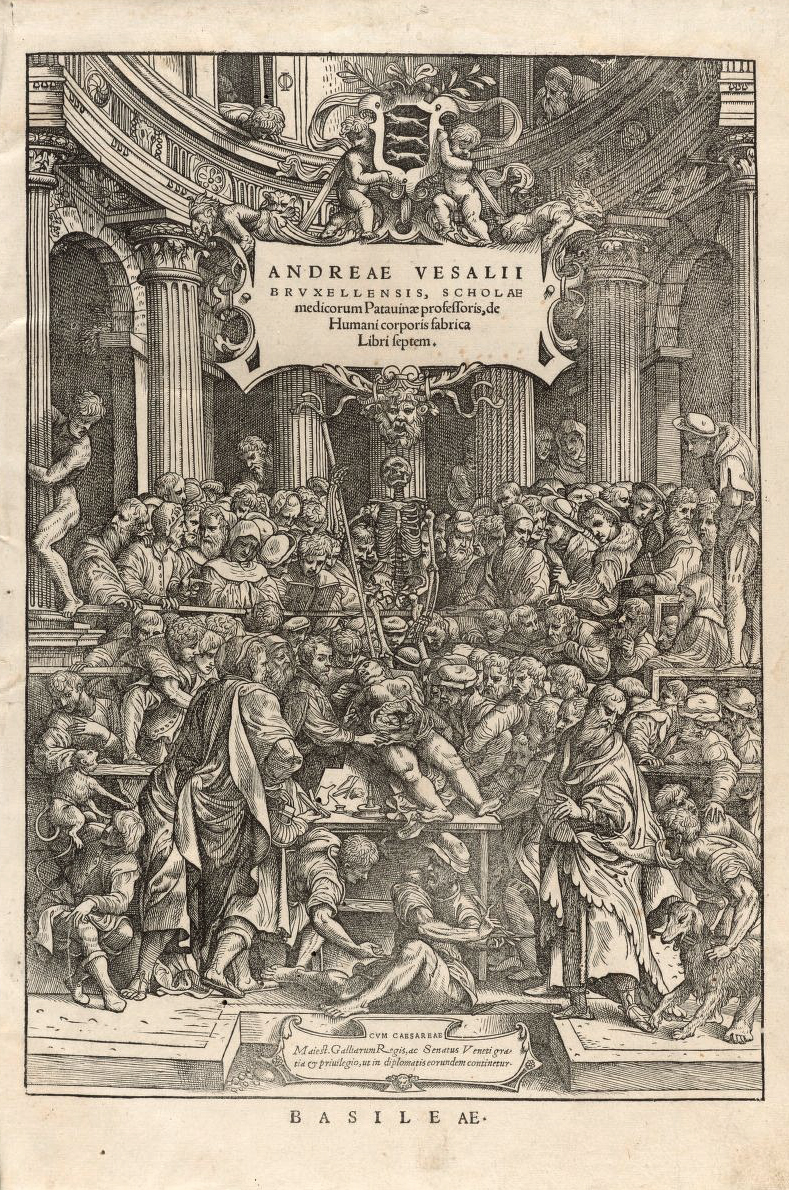
Buchseite aus dem Buch De humanis corporis fabrica
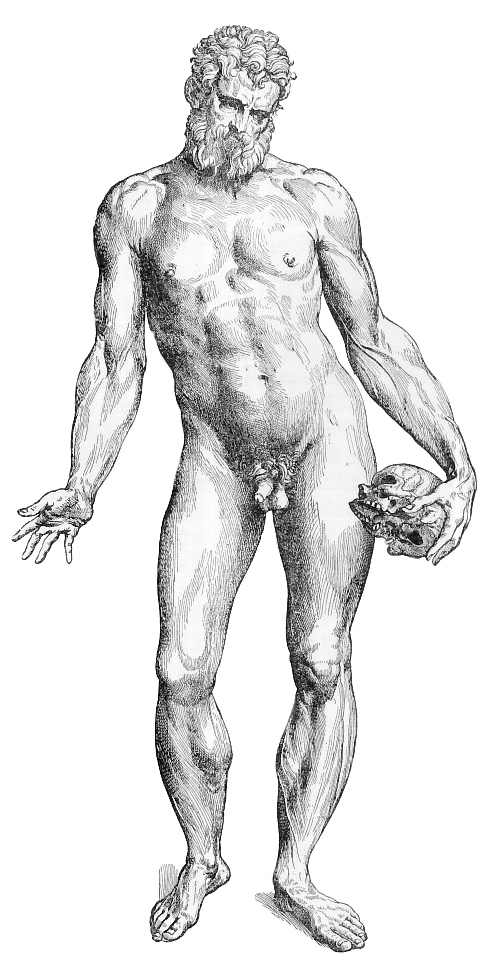
Männliche Idealfigur aus dem Buch De humanis corporis fabrica
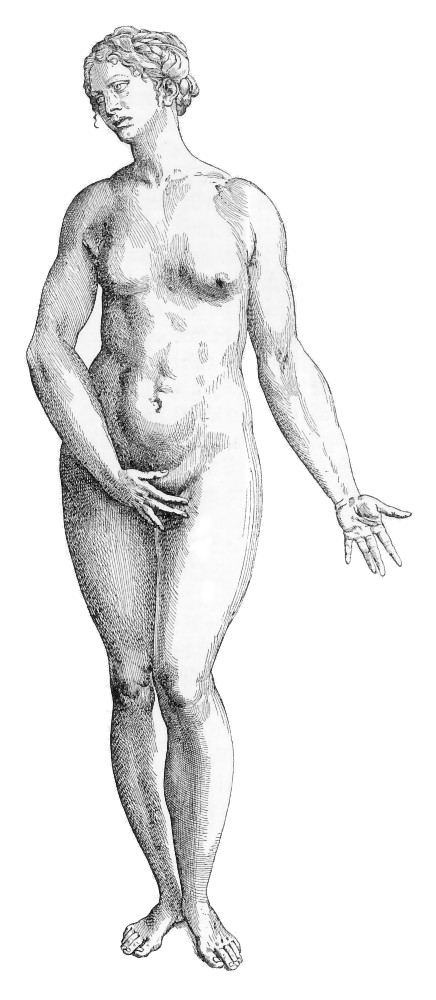
Weibliche Idealfigur aus dem Buch De humanis corporis fabrica